# Église Saint-Martin de Surgy
Pour les articles homonymes, voir Église Saint-Martin.
L'église Saint-Martin est située sur la commune de Surgy, dans le département de la Nièvre, en France.

## Histoire
L'édifice est classé au titre des monuments historiques en 1913.